# Syreeta Wright
Syreeta Wright (Pittsburgh; 28 de febrero de 1946 - Los Ángeles; 6 de julio de 2004) fue una cantante de soul y R&B. Fue una de las estrellas de la discográfica Motown desde los años sesenta hasta su muerte. También fue conocida simplemente con el nombre de Syreeta.

## Biografía
Nació como Rita Wright el 3 de agosto de 1946 en Pittsburgh. Nacida y criada como baptista, se convirtió al islam después de su tercer matrimonio.
A principios de los años sesenta empezó a trabajar en Motown como secretaria, pero pronto comenzó a trabajar allí haciendo coros a diversos cantantes. Berry Gordy confió en su voz y la otorgó su primer contrato como cantante, editando el sencillo escrito por Brian Holland y Ashford & Simpson "I Can't Give Back the Love I Feel for You", en principio creado para Diana Ross.
El 14 de septiembre de 1970 se casó con otra de las estrellas de Motown, Stevie Wonder, pero tan sólo 18 meses después se divorciaron. Pero en ese tiempo colaboraron escribiendo distintas canciones que se convirtieron en grandes hits en voz de Stevie Wonder como "If You Really Love Me" o "Signed, Sealed, Delivered (I'm Yours)", y otros cantantes como The Spinners "It's a Shame".
Editó su primer álbum producido por Stevie Wonder en 1972, y titulado "Syreeta". En 1974 editó "Stevie Wonder presents Syreeta" en el que se representaba su relación conyugal y posterior separación, con singles como "Spinnin' and Spinnin'" y "Your Kiss Is Sweet".
Su mayor éxito musical llegó en 1980 y su segundo álbum homónimo, editado en Motown y que alcanzó el puesto 73 en las listas de ventas. El sencillo "With You I'm Born Again" junto a Billy Preston fue el mayor éxito del álbum, llegando al número 4, y que ya había aparecido en la banda sonora de "Fast Break". 
En 1983 grabó "The Spell", producido por Jermaine Jackson. Durante este tiempo colaboró junto a grandes como Ray Charles, Quincy Jones, Donald Byrd y Leon Ware entre otros. Después de esto se tomó un tiempo de descanso, en el que sólo colaboró con Kirk Whalum (1989) y Nelson Rangell (1992). En 1994 reapareció con el tour de "Jesus Christ Superstar" junto a Ted Neeley y Carl Anderson, en el que ella hacía el personaje de María Magdalena. También grabó junto a Michael Bolton. Durante los quince últimos años pasó mucho tiempo en el Reino Unido. En 1990 editó un álbum solista en Japón titulado "With you I'm born again". 
Enfermó de cáncer de mama y falleció el 6 de julio de 2004 por problemas cardiacos. Tenía 57 años. Sus restos se encuentran en el Cementerio Inglewood Park de Los Ángeles (California). En 2005 volvió a la actualidad con el tema Harmour love que se incluía como tema principal de la película Junebug, lo que hizo reeditar el disco One to one (de 1977) ya que la banda sonora no se editó.

## Discografía
- Syreeta (1972)
- Stevie Wonder presents Syreeta (1974)
- One to One (1977)
- Rich Love Poor Love - With G. C. Cameron (1977)
- Syreeta (1980)
- Set My Love in Motion (1981)
- Billy Preston & Syreeta (1981)
- The Spell (1983)
- With You I'm Born Again (1990) [Editado sólo en Japón]